# Operación Chuleta de Ternera
Operación chuleta de ternera (L'opération corned-beef) es una película francesa estrenada en Francia en el 6 de febrero de 1991 y en España el 11 de marzo de 1994. También fue estrenada en Alemania y Hungría, así como en Brasil directamente a vídeo.
La película trata sobre una operación secreta llamada Chuleta de ternera que envuelve a una pareja de agentes secretos que investigan al coronel Zargas, ahora traficante de armas.
L'opération corned-beef está interpretada por Jean Reno —Philippe Boulier, el tiburón—, Christian Clavier —Jean-Jacques Granianski—, Isabelle Renauld —Teniente Isabelle Fourreau/Marilyn— y Valérie Lemercier —Marie-Laurant Granianski.

## Argumento

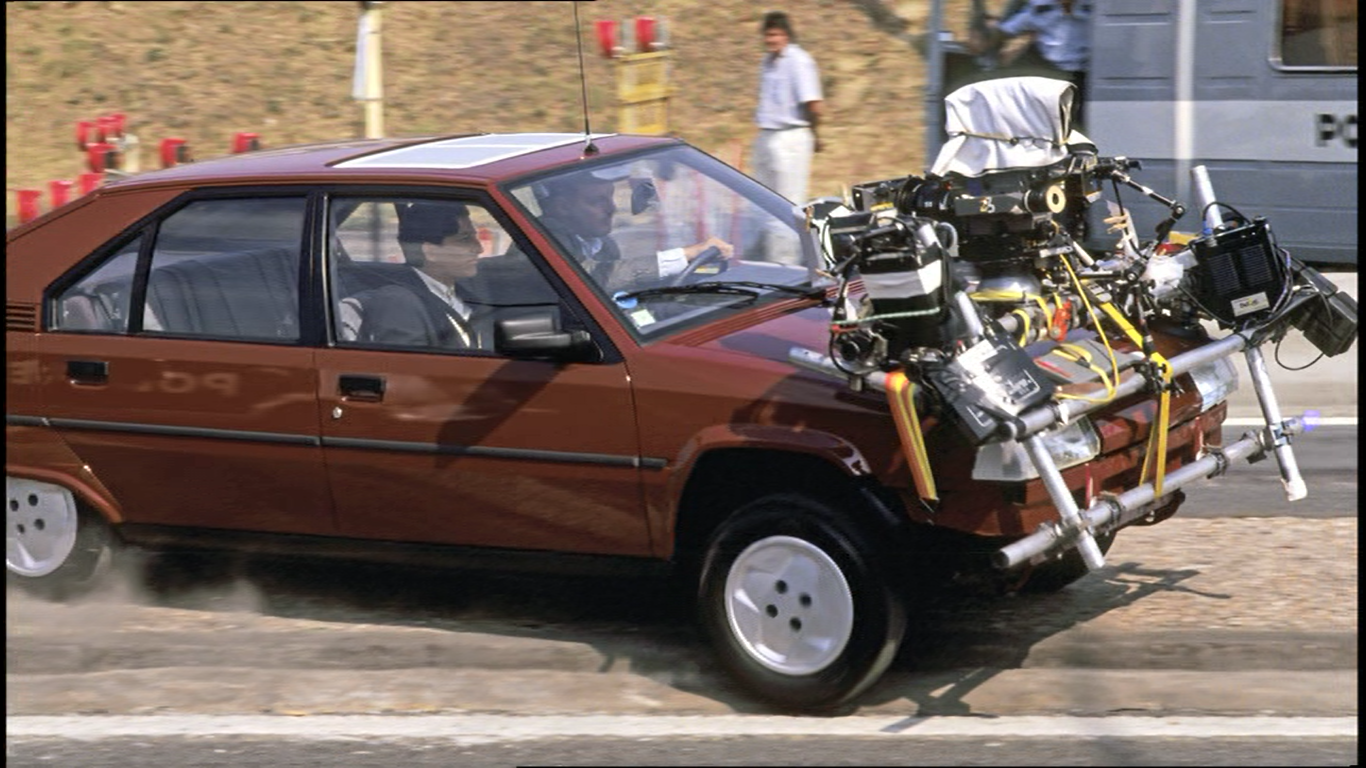
Citroën BX 16 TGS color rojo Delage.

Philippe Boulier, conocido como el tiburón, es encargado de vigilar al Coronel Zargas quien se ha reconvertido en un traficante de armas. A su vez, con el fin de que la operación vaya bien, su novia, Isabelle Fourreau, sin que este lo sepa, es encargada de tener un romance bajo el nombre de Marilyn con Jean-Jacques Granianski.

## Reparto
| Actor               | Personaje                                                 |
| ------------------- | --------------------------------------------------------- |
| Jean Reno           | Capitán Philippe Boulier, el tiburón / Doctor Rémi Tissot |
| Christian Clavier   | Jean-Jacques Granianski                                   |
| Isabelle Renauld    | Teniente Isabelle Fourreau / Marilyn                      |
| Valérie Lemercier   | Marie-Laurence Granianski                                 |
| Mireille Rufel      | Aspirante Monique García                                  |
| Jacques François    | General Massa                                             |
| Francis Coffinet    | Georges Favart                                            |
| Marc de Jonge       | El Cónsul Horst Burger                                    |
| Jacques Dacqmine    | General Moulin                                            |
| Raymond Gérôme      | Ghislain Chauffereau                                      |
| Jacques Sereys      | El Ministro de Defensa                                    |
| André Schmit        | Coronel Augusto Zargas                                    |
| Philippe Laudenbach | El Ministro del Interior                                  |
| Jean-Marie Cornille | El Subsecretario General Adjunto Froment                  |
| Dan Simkovitch      | La aspirante Delphine Granger                             |
| Didier Gustin       | La voz del Presidente François Mitterrand                 |

## Localización
- Avenue d'Iena, París 8, París, Francia

- Croissy-sur-Seine, Yvelines, Francia - Casa de Granianski

- Hôtel des Invalides, Rue de Grenelle, París 7, París, Francia

- Aeropuerto de Orly, Orly, Val-de-Marne, Francia

- Parc Astérix, Plailly, Oise, Francia

- París, Francia

- Rue Jean Giraudoux, París 8, París, Francia - escenas de espionaje

## Crítica
Según James Travers en una crítica publicada en el 2007 en filmsdefrance.com, la película es un «claro homenaje a las parodias de thrillers Hollywoodienses». Aunque la califica como de «chistes predecibles», guion caótico y de caracterización floja» comenta que el resultado final es bueno. También habla sobre el dúo Jean Reno y Christian Clavier, diciendo de ellos «que trabajan bien juntos» y que lo harían también en la siguiente película de Jean-Marie Poiré, Les visiteurs: ils ne sont pas nés d'hier conocida en España como Los visitantes o Los visitantes no nacieron ayer.

## Recepción
La recepción de la película por parte de los usuarios es floja, pero en general buena.
En IMDb.com tiene una puntuación de 6/10 basada en 898 votos de los usuarios, en Filmaffinity obtiene un 4.8/10 basado en 341 votos y en Rotten tomatoes tiene un 3.5/5 basado en 413 votos de los usuarios, y en AllôCiné tiene un 2.6/5.

## Premios y nominaciones
Fue nominada al César en 1992 a la mejor actriz secundaria por Valérie Lemercier.